# Кубок наслідного принца Катару 2000
Кубок наслідного принца Катару 2000 — 6-й розіграш турніру. Матчі відбулися з 20 по 28 квітня 2000 року між чотирма найсильнішими командами Катару сезону 1999—2000. Титул переможця змагання виборов клуб Аль-Іттіхад, котрий з рахунком 9:8 у серії післяматчевих пенальті після безгольових основного та додаткового часу переміг у фіналі Ар-Райян.
| Володар Кубка наслідного принца Катару 2000 |
| ------------------------------------------- |
|                                             |
| Аль-Іттіхад Перший титул                    |

## Формат
У турнірі взяли чотири найуспішніші команди Чемпіонату Катару 1999-2000.
- Чемпіон — «Ас-Садд»
- Віце-чемпіон — «Ар-Райян»
- Бронзовий призер — «Аль-Арабі»
- 4 місце — «Аль-Іттіхад»

## Півфінали

### Перші матчі
| 20 квітня 2000 |

| Ас-Садд | 0:2 | Аль-Іттіхад |
| ------- | --- | ----------- |
|         |     |             |

|  |

| 21 квітня 2000 |

| Ар-Райян | 3:1 | Аль-Арабі |
| -------- | --- | --------- |
|          |     |           |

|  |

### Повторні матчі
| 23 квітня 2000 |

| Аль-Іттіхад | 1:1 | Ас-Садд |
| ----------- | --- | ------- |
|             |     |         |

|  |

| 24 квітня 2000 |

| Аль-Арабі | 3:4 | Ар-Райян |
| --------- | --- | -------- |
|           |     |          |

|  |

## Фінал
| 28 квітня 2000 |

| Аль-Іттіхад | 0:0 пен. 9:8 | Ар-Райян |
| ----------- | ------------ | -------- |
|             |              |          |

|  |